# Đường thủy

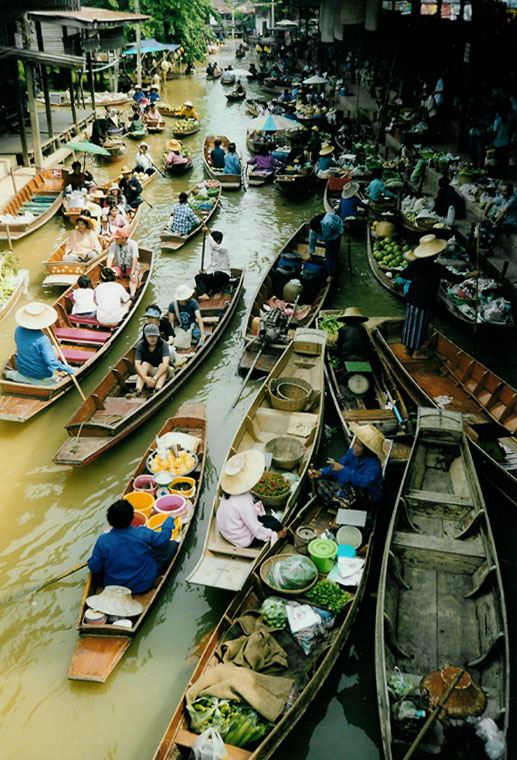
Chợ nổi trên sông ở Thái Lan.

Đường thủy hay giao thông thủy là một kiểu giao thông trên nước. Các dạng đường thủy bao gồm: sông, hồ, biển, và kênh-rạch. Theo phương thức các phương tiện có thể lưu thông được người ta dự trên một số tiêu chuẩn:
- Phải đủ sâu để tàu có thể lưu thông;
- Phải đủ rộng đối với chiều rộng của tàu;
- Phải không có các vật cản như thác nước và ghềnh hoặc các công trình nhân tạo ngăn cản;
- Tốc độ dòng chảy đủ vừa để tàu bè có thể lưu thông về phía trước.